# Picrorhiza scrophulariiflora
Picrorhiza scrophulariiflora är en grobladsväxtart som beskrevs av Francis Whittier Pennell. Picrorhiza scrophulariiflora ingår i släktet Picrorhiza och familjen grobladsväxter. Inga underarter finns listade i Catalogue of Life.